# Maxime le Grec

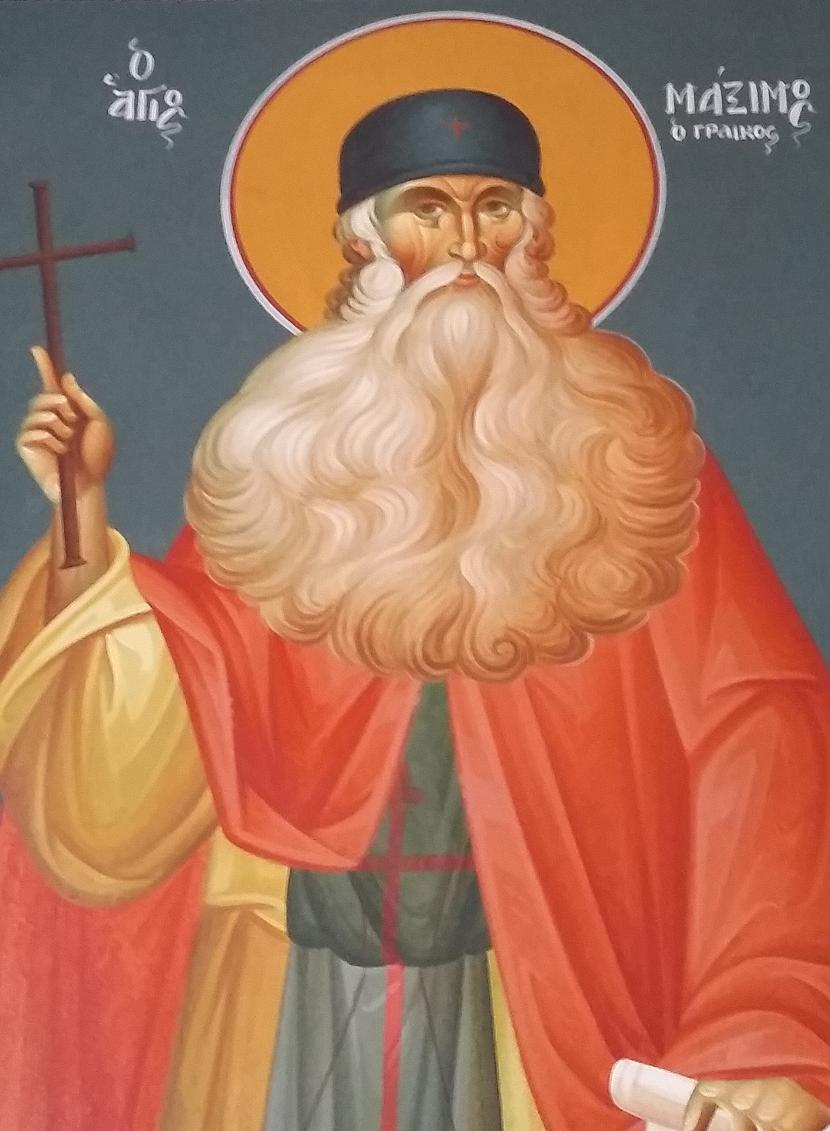
Hagiographie (fresque) de Saint Maxime le Grec dans une église orthodoxe grecque.

Maxime le Grec, en grec : Μάξιμος ὁ Γραικός, en russe : Максим Грек, aussi appelé Maxime l'Hagiorite (env. 1475-1556) était un moine grec lettré, écrivain, traducteur en Russie. L'Église orthodoxe le reconnaît saint, il est fêté le 21 janvier.

## Années de formation
Maxime, de son nom civil Mikhaïl ou Michel Trivolis (en grec : Μιχαήλ Τρίβολης,en russe : Михаил Триволис), naquit en 1475 à Arta en Grèce,. Il étudie à Corfou, sous la direction de savants grecs tels que Jean Lascaris. Jeune homme, probablement en 1493, Maxime fit un voyage en Italie pour étudier les langues anciennes et les œuvres religieuses et philosophiques. Il fit la connaissance de figures de premier ordre de la Renaissance italienne - Alde l'Ancien, Ange Politien, Marsile Ficin, Jean Pic de la Mirandole, Janus Lascaris -, ainsi que de Savonarole,. Après son retour d'Italie en 1507, il prit l'habit monastique au Monastère de Vatopedi du mont Athos.
En 1515, le Grand Prince Vassili III demanda à l'abbé de ce monastère de lui envoyer un certain Savva pour la traduction de plusieurs textes religieux. Mais à cause de son grand âge, l'abbé décida d'envoyer Maxime à la place, bien qu'il ne connût pas le slavon ecclésiastique.

## À Moscou
La première œuvre majeure de Maxime fut la traduction d'un psautier en collaboration avec des traducteurs et copistes russes, tels Dmitri Gerasimov, qui fut solennellement approuvée par le clergé russe et le grand-prince lui-même.
Après s'être vu refusé le départ de Russie, Maxime se lance dans l'inventaire de la bibliothèque du prince et la correction des livres d'office. Critiquant la vie moscovite qui allait à l'encontre de ses propres idéaux, il publie ses opinions et fédère des personnes aux vues similaires, telles qu'Ivan Bersen-Beklemichev, Vassian Patrikeev et d'autres. Il prend ainsi parti dans la querelle sur les biens monastiques en faveur des non-possédants menés par Nil de la Sora, dénonce le train de vie du clergé ou les taxes en nature que doivent acquitter les paysans (le кормление, ou kormlenie).
Durant cette période (1540); il écrit le premier manuscrit en vieux russe qui fasse allusion à l'existence du Nouveau-Monde.

## Maxime tombe en disgrâce
Ses relations avec Vassian Patrikeïev, Ivan Bersen-Beklemichev et avec l'ambassadeur ottoman Skinder, l'hostilité du métropolite Daniel à son égard et l'hostilité des Grecs eux-mêmes à Vassili III après sa décision de répudier Solomonia Iourievna Sabourova conduisirent à sa disgrâce. En 1525, le sobor le condamne pour hétérodoxie et hérésie au vu de ses traductions en slavon, en méconnaissance de ses limitations dans l'usage de cette langue (l'emploi impropre des imperfectifs est ainsi utilisé comme preuve qu'il ne croit pas à l'actualité du Saint-Esprit). 
Il est donc interné dans un cachot du monastère Saint-Joseph de Volokolamsk avec l'interdiction formelle de correspondre. Le sobor de 1531 confirma sa peine, en ajoutant à sa charge de nouvelles erreurs de traduction découvertes, ses relations avec l'ambassadeur de la Porte et son propre comportement dans le monastère (ivrognerie). Il fut alors interdit de communion, et exilé au monastère d'Otrotch à Tver où l'évêque Akaki lui réserva un traitement plus favorable, lui permettant de lire et écrire; l'interdiction de communier, elle, ne fut levée qu'en 1541. La peur de la liberté de parole de Maxime et de sa critique du clergé favorisa cet internement prolongé.
Enfin vers 1551, après des appels répétés des patriarches de Jérusalem, d'Antioche et de Constantinople et du métropolite Macaire, il est réintégré à la Laure de la Trinité-Saint-Serge; il y rencontre le tsar qui se rendait en pèlerinage au monastère de Kirillo-Belozersky. Il refuse de participer au sobor de 1554 sur l'hérésie de Matveï Bachkine, craignant d'être impliqué personnellement.
Maxime meurt à la Trinité-Saint-Serge en 1556. Des icônes à son effigie apparaissent rapidement malgré sa mise à l'écart de l'Église toute sa vie durant. Il est fêté dans l'Église orthodoxe le 21 janvier.

### Sources
- Articles Wikipédia en anglais et en russe
- Encyclopædia Britannica, Inc. The New Encyclopædia Britannica, Volume 7. Encyclopædia Britannica, 1993,  (ISBN 0-85229-571-5).
- Golubinskii, E. E. Istoriia Russkoi Tserkvi. Moscow: Universitetskaia Tipografiia, 1900, Volume 2, Part 1.
- Haney, Jack V. From Italy to Muscovy, The Life and Works of Maxim the Greek. Munich: Wilhelm Fink, 1973.
- Wieczynski, Joseph L. The Modern Encyclopedia of Russian and Soviet History (Volume 21). Academic International Press, 1976,  (ISBN 0-87569-064-5).
- William K. Medlin and Christos G. Patrinelis. Renaissance Influences and Religious Reforms in Russia. Genève: Librairie Droz, 1971,  (ISBN 2-600-03894-9).
- Pierre Kovalevsky, Saint-Serge et la spiritualité russe, Paris, Seuil, 1958, 190 p.